# Relaciones Botsuana-Rusia

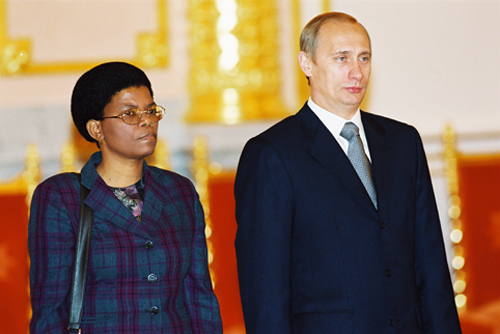
Vladímir Putin y la embajadora Naomi Helen Madjinda en 2000.

Las relaciones Botsuana-Rusia (en ruso: Российско-ботсванские отношения, en setsuana: Botsalano jwa lefatshe la Botswana le Russia, en inglés: Botswana–Russia relations) son las relaciones entre dos países, la República de Botsuana y la Federación Rusa. Se remontan al 6 de marzo de 1970, cuando ambos países establecieron relaciones diplomáticas.
Las relaciones entre los dos países en el primer cuarto del siglo XXI son descritas como amistosas y duraderas.
De acuerdo al Ministerio de Asuntos Exteriores, Rusia fue uno de los primeros países en establecer relaciones diplomáticas con Botsuana.

## Relaciones en la era soviética
Botsuana y la Unión Soviética establecieron relaciones diplomáticas el 6 de marzo de 1970, inicialmente a través de la embajada soviética en Lusaka, Zambia. A pesar de su orientación pro-occidental, Botsuana participó en los Juegos Olímpicos de 1980, en Moscú, su primera aparición. Asimismo el 14 de enero de 1977, con ocasión de los ataques sobre Botsuana por parte de Rodesia del Sur, la Unión Soviética se unió a la Resolución 403 del Consejo de Seguridad de las Naciones Unidas para condenar los ataques.

## Relaciones bilaterales
La cooperación económica y comercial entre Rusia y Botsuana está estipulada por el Acuerdo Comercial de 1987 y el Acuerdo sobre Cooperación Económica y Técnica de 1988. El gobierno de la Federación Rusa y el gobierno de la República de Botsuana firmaron Acuerdo sobre Cooperación Cultural, Científica y Educacional en septiembre de 1999. Ambos países han tenido una fructífera cooperación en una variedad de campos, particularmente en el desarrollo de los recursos humanos. Rusia ofrece becas de estudios en sectores clave como la salud, que actualmente padece de falta de personal. Botsuana es uno de los países en los que los ciudadanos rusos no requieren visado. Rusia tiene una embajada en Gaborone, mientras que Botsuana cubre Rusia desde su embajada en Estocolmo (Suecia), con un consulado honorario en Moscú.